# Inwersja (kombinatoryka)
Inwersja – para liczb: {\displaystyle a_{j},a_{k}} w ciągu: {\displaystyle a_{1},a_{2},\dots ,a_{n}\in \mathbb {N} ,} gdzie {\displaystyle j<k,} jeżeli {\displaystyle a_{j}>a_{k}}.
Przykład:
Niech dany będzie ciąg liczb: 1, 2, 5, 7, 4, 6 – pary (5, 4), (7,4) oraz (7, 6) tworzą inwersje w tym ciągu.
Używa się {\displaystyle i(\pi )} do oznaczenia liczby inwersji w pewnej permutacji {\displaystyle \pi .}

## Właściwości
- Przestawienie dwóch liczb w permutacji {\displaystyle \pi } zmienia liczbę inwersji o nieparzystą liczbę. Czyli: {\displaystyle (-1)^{i(\pi )}=-(-1)^{i(\delta )},} gdzie {\displaystyle \delta } jest permutacją {\displaystyle \pi } po przestawieniu tych liczb.

- Niech {\displaystyle \pi } będzie pewną permutacją liczb naturalnych, w której {\displaystyle \pi (j)=k.} Niech {\displaystyle \delta } będzie ciągiem liczb postaci {\displaystyle \pi (1),\pi (2),\dots ,\pi (j-1),\pi (j+1),\dots ,\pi (n).} Zachodzi wtedy: {\displaystyle (-1)^{i(\pi )}=(-1)^{i(\delta )+j+k}.}

- Liczba inwersji jest taka sama dla permutacji {\displaystyle \pi } i permutacji odwrotnej {\displaystyle \pi ^{-1}.}